# Agostino Spinola (cardinal)
Agostino Spinola (né à Savone, dans la république de Gênes, vers 1482, et mort à Rome le 18 octobre 1537) est un cardinal italien du XVIe siècle.
Il est, par sa mère, un petit-neveu du pape Sixte IV, un neveu du cardinal Pietro Riario (1471) et un cousin du cardinal Raffaele Sansoni Riario (1477). Les autres cardinaux de la famille Spinola furent Filippo Spinola (1583), Orazio Spinola (1606), Agustín Spínola (1621), Giandomenico Spinola (1626), Giulio Spinola (1666), Giambattista Spinola, seniore (1681), Giambattista Spinola, juniore (1695), Niccolò Spinola (1715), Giorgio Spinola (1719), Giovanni Battista Spinola (1733), Girolamo Spinola (1759) et Ugo Pietro Spinola (1831).

## Biographie
Agostino Spinola est nommé évêque de Pérouse en 1509. En 1512, il devient secrétaire du pape Léon X, fonction qu'il exercera jusqu'au décès de ce dernier en 1521. Il est nommé abbé commendataire de  San Pastore de Contigliano en 1519.
Clément VII le crée cardinal lors du consistoire du 3 mai 1527. Il opte pour le titre de San Ciriaco alle Terme, et prendra celui de Sant'Apollinare en 1534. Spinola est camerlingue de 1528 à sa mort.
Agostino Spinola renonce l'administration du diocèse de Pérouse en 1529 en faveur de son frère Carlo. Il est administrateur de Savone à partir de 1528 et administrateur d'Alatri à partir de 1535.
Le cardinal Spinola participe au conclave de 1534 lors duquel Paul III est élu pape.